# Bernardino Llorca
Bernardino Llorca Vives S.J. (1898, Oliva, València - 1985, Sant Cugat del Vallès) fou un historiador jesuïta valencià. Fou professor d'història eclesiàstica a la Universitat Pontifícia de Salamanca i coautor de la monumental Història de l'Església Catòlica (1953-1960) en 4 volums publicada per la Biblioteca d'Autors Cristians.

## Obres
- Manual de historia eclesiástica (1942)
- Nueva visión de la Historia del Cristianismo (1956)
- Ángel de la soledad (1982), sobre la vida de la mare Genoveva Torres
- Inquisición española y los alumbrados 1509-1667